# Moisès Tibau Serva
Moisès Tibau Serva (Cadaqués, 1963) és un artista, fotògraf de premsa i pescador professional.

## Biografia
Tibau és un artista i fotògraf de formació autodidacta. S'inicià professionalment com a fotògraf de premsa freelance, especialitzat en temes culturals i artístics per a diversos mitjans, entre els quals, el diari El Punt. Exercí la professió des de 1982 a 1985. A finals dels anys 80, començà a experimentar amb la fotografia com a llenguatge plàstic, en obres fetes a partir de collage fotogràfic i amb imatges de càmera Polaroid. L'any 1986, abandonà definitivament la seva carrera com a fotògraf de premsa per dedicar-se en exclusiva a l'art, mogut pel seu interès en les diferents disciplines artístiques. Exposà la seva obra en diverses galeries.

Després de viure durant dos anys a Nova York, s'inicià en la pesca professional a la seva localitat natal, essent un dels pocs pescadors que romanen a Portlligat. Així doncs, Tibau comparteix la seva feina de pescador amb la ceràmica i la pintura artística. El 19 de juliol del 2022, el diari estatunidenc The New York Times en publicà un reportatge on digué:
«Moisès Tibau se subió a su pequeño bote de madera al amanecer, partiendo de un escarpado afloramiento frente a la casa donde Salvador Dalí compuso algunas de sus pinturas surrealistas más famosas.
»Tibau, uno de los dos pescadores que quedan en esta pequeña ciudad mediterránea, esperaba conseguir langostas, langostinos y cabrachos. Pero mientras se adentraba lentamente en una bahía desierta, Tibau iba preocupado por la inminente amenaza de la modernización.»

## Fons fotogràfic
Moisès Tibau Serva feu donació del fons a l'Ajuntament de Girona, que originalment es trobava conservat al domicili particular del donant. L'ingrés al Centre de Recerca i Difusió de la Imatge (CRDI) de l'Arxiu Municipal de Girona s'efectuà en dues fases: la primera, el 6 de novembre de 1995 i la segona, el 28 de febrer de 1997. Ingressaren a l'arxiu un total de set mil cent cinquanta-quatre fotografies i una col·lecció de quaranta-nou programes de mà de cinema.
Es tracta, principalment, de fotografia de premsa del seguiment de diversos aspectes de la vida cultural i social, tant de la ciutat de Girona, com també de les comarques gironines. En destaquen les escenes de Cadaqués en diverses manifestacions artístiques com ara exposicions, art al carrer, festes i happenings en discoteques tal com Boomerang, Rachdingue, Joker i Piscis, entre d'altres. També, el seguiment del treball de diferents artistes com ara Joan-Josep Tharrats, Francesc Torres i Monsó, Lluís Güell, Josep Perpinyà Citoler, Xicu Cabanyes i Emília Xargay, entre d'altres. Els programes de mà de cinema corresponen a pel·lícules projectades entre els anys 1945 i 1954, als cinemes Mercantil, Canigó i Moderno de Banyoles, i a d'altres de Torelló i Palafrugell.